# Tweede Pomppolder
De Tweede Pompolder is een voormalig waterschap in de provincie Groningen.
Het schap lag ten zuiden van Nieuwe Pekela. De noordwestgrens lag bij het Pekelderdiep, de noordoostgrens bij de Torenwijk C en het verlengde hiervan, de zuidoostgrens bij de gemeentegrens Pekela-Stadskanaal (= N366) en de zuidwestgrens lag halverwege de Eerste en de Tweede Ontsluitingsweg. Door de polder liepen diverse wijken. De afwatering van de blokken ertussen gebeurde via een dwarswatergang (met onderleiders onder de wijken), die uitkwamen op de wijk tussen de plaatsen 30 en 31, die uitmondde beneden het 2e Verlaat op het Pekelderdiep.
Waterstaatkundig gezien ligt het gebied sinds 2000 binnen dat van het waterschap Hunze en Aa's.

## Naam
De naam verwijst daarna dat het waterschap niet werd bemalen, maar via een duiker, in het Gronings pomp genaamd, zijn water loste. Er was bij Pekela ook een "Eerste" Pompolder en bovendien nog een Tweede Polder.